# 커마
커마(영어: kerma)는 방사선이 운반하는 에너지양으로, 비하전 이온화 방사선에 의해서 생성된 단위 질량당 하전 입자의 초기 운동에너지이다.
kinetic energy released in material에서 딴 약자다.

## 수식
{\displaystyle K=K^{col}+K^{rad}}
여기서
- {\displaystyle K} : 커마
- {\displaystyle K^{col}} : 충돌(collision) 상호작용에서 부분적으로 소모되는 하전입자의 운동에너지에 대한 커마
- {\displaystyle K^{rad}} : 일반적으로 제동복사(radiative)에 의해서 소모되는 운동에너지

## 역사
커마의 개념은 로쉬(Roesch)가 처음 도입했다. 2차 하전입자에 의해 전자파 형태로 소모되는 에너지를 제외한 양을 KERM으로 이름짓고 그 양을 정의했다.
1979년 아틱스(Attix)는 1954년 코맥(cormack)과 존스(Johns)에 의해서 얻어진 실험적인 심부선량 분포곡선으로부터 흡수선량을 결정할 때, 흡수선량에 대한 깊이 적분과 커마에 대한 깊이 적분이 같다는 로쉬의 개념을 고쳐 커마를 두 부분으로 나누어 명확히 했다.

## 같이 보기
- 흡수선량